# Nereto
Nereto község (comune) Olaszország Abruzzo régiójában, Teramo megyében.

## Fekvése
Rómától északkeletre 150 km-re, az Adriai-tengertől 10 km-re fekszik, a megye északkeleti részén. Határai: Controguerra, Corropoli, Sant’Omero és Torano Nuovo.

## Története
Első említése a 8. századból származik. Önálló községgé a 19. század elején vált, amikor a Nápolyi Királyságban felszámolták a feudalizmust.

## Népessége
A népesség számának alakulása:

## Főbb látnivalói
- San Martino-templom (11. század)